# Discografia de Raven-Symoné
Veja tudo sobre a Discografia da atriz e cantora Raven-Symoné, contendo 4 álbuns de estúdios e 10 singles e 28 videoclipes.
Começou a cantar aos 5 anos de idade, lançou seu primeiro álbuns em 1993, quando tinha apenas 8 anos de idade. Seu segundo álbum foi lançado em 1999 e não teve grande desempenho nas paradas. Seu terceiro álbum, de 2004, foi lançado e até hoje é o mais bem sucedido de todos, vendendo mais de um milhão de cópias no mundo todo. Em 2008 o quarto álbum é lançado e não tendo posições muito boas nos chards.
Em 2009 lançou o EP Thick Girls, Big Girls, feito pelo iTunes, e em 2011, Raven já pretende lançar um novo álbum e em uma nova gravadora.

## Álbuns

### Álbuns de estúdio
| Ano                                                                                    | Álbum | Melhores posições | Melhores posições | Melhores posições | Melhores posições | Melhores posições | Melhores posições | Melhores posições | Melhores posições | Melhores posições | Melhores posições | Melhores posições | Melhores posições | Certificação                                                     |
| Ano                                                                                    | Álbum | EUA               | AUS               | AUT               | CAN               | DIN               | FLP               | ALE               | IRL               | NOR               | NZL               | SUI               | RU                | Certificação                                                     |
| -------------------------------------------------------------------------------------- | --- | ----------------- | ----------------- | ----------------- | ----------------- | ----------------- | ----------------- | ----------------- | ----------------- | ----------------- | ----------------- | ----------------- | ----------------- | ---------------------------------------------------------------- |
| 1993                                                                                   | Here's to New Dreams - Lançamento: 22 de junho de 1993 - Gravadora: MCA - Formatos: CD                    | -                 | 67                | -                 | -                 | -                 | -                 | -                 | -                 | -                 | -                 | -                 | -                 | Vendas nos Estados Unidos da America: 75 000 - Mundo: 500 000    |
| 1999                                                                                   | Undeniable - Lançamento: 4 de maio de 1999 - Gravadora: Crash, RayBlaize - Formatos: CD                   | -                 | 56                | -                 | -                 | -                 | -                 | -                 | -                 | -                 | -                 | -                 | -                 | Vendas nos Estados Unidos da America: 25 000 - Mundo: 400 000    |
| 2004                                                                                   | This Is My Time - Lançamento: 21 de setembro de 2004 - Gravadora: Universal Music - Formatos: CD, digital | 50                | -                 | -                 | 5                 | -                 | 1                 | -                 | -                 | -                 | -                 | -                 | 35                | Vendas nos Estados Unidos da America: 300 000 - Mundo: 2 000 000 |
| 2008                                                                                   | Raven-Symoné - Lançamento: 29 de abril de 2008 - Gravadora: Universal Music - Formatos: CD, digital       | 159               | -                 | -                 | -                 | -                 | -                 | -                 | -                 | -                 | -                 | -                 | -                 | Vendas nos Estados Unidos da America: 150 000 - Mundo: 1 000 000 |
| 2020                                                                                   | The ReIntroduction Lançamento: 2020                                                                       | -                 | -                 | -                 | -                 | -                 | -                 | -                 | -                 | -                 | -                 | -                 | -                 |                                                                  |
| "—" denota álbuns que não entraram nas paradas musicais ou não foram lançados no país. | |                   |                   |                   |                   |                   |                   |                   |                   |                   |                   |                   |                   |                                                                  |

### Álbuns relançados
| Ano                                                                                    | Álbum                                                                                       | Melhores posições | Melhores posições | Melhores posições | Melhores posições | Melhores posições | Melhores posições | Melhores posições | Melhores posições | Melhores posições | Melhores posições | Melhores posições | Melhores posições | Certificação                                                  |
| Ano                                                                                    | Álbum                                                                                       | EUA               | AUS               | AUT               | CAN               | DIN               | FRA               | ALE               | IRL               | NOR               | NZL               | SUI               | RU                | Certificação                                                  |
| -------------------------------------------------------------------------------------- | ------------------------------------------------------------------------------------------- | ----------------- | ----------------- | ----------------- | ----------------- | ----------------- | ----------------- | ----------------- | ----------------- | ----------------- | ----------------- | ----------------- | ----------------- | ------------------------------------------------------------- |
| 2006                                                                                   | From Then Until - Lançamento: 31 de outubro de 2006 - Gravadora: TMG Records - Formatos: CD | -                 | -                 | -                 | -                 | -                 | -                 | -                 | -                 | -                 | -                 | -                 | -                 | Vendas nos Estados Unidos da America: 15 000 - Mundo: 200 000 |
| "—" denota álbuns que não entraram nas paradas musicais ou não foram lançados no país. |                                                                                             |                   |                   |                   |                   |                   |                   |                   |                   |                   |                   |                   |                   |                                                               |

### Extended play
| Ano  | Álbum                                                                                             |
| ---- | ------------------------------------------------------------------------------------------------- |
| 2004 | This Is My Time (Advance EP) - Lançado: 1 de janeiro de 2004 - Gravadora: Hollywood - Formato: CD |
| 2009 | Thick Girls, Big Girls - Lançado: 6 de junho de 2009 - Gravadora: Hollywood - Formato: CD         |
| 2019 | 33000 Lançado: 10 de dezembro de 2019 Gravadora: Projeto Independente Formato: Digital            |
| 2020 | INFRASOUNDS Lançado: 10 de abril de 2020 Gravadora: Projeto Independente Formato: Digital         |
| 2020 | Stripped Down Lançado: 3 de julho de 2020 Gravadora: Projeto Independente Formato: Digital        |

### Albuns de Compilação
| Ano                                                                                    | Álbum                                                                                                  | Melhores posições | Melhores posições | Melhores posições | Melhores posições | Melhores posições | Melhores posições | Melhores posições | Melhores posições | Melhores posições | Melhores posições | Melhores posições | Melhores posições | Certificação                                                                         |
| Ano                                                                                    | Álbum                                                                                                  | EUA               | AUS               | AUT               | CAN               | DIN               | FRA               | ALE               | IRL               | NOR               | NZL               | SUI               | RU                | Certificação                                                                         |
| -------------------------------------------------------------------------------------- | --- | ----------------- | ----------------- | ----------------- | ----------------- | ----------------- | ----------------- | ----------------- | ----------------- | ----------------- | ----------------- | ----------------- | ----------------- | ------------------------------------------------------------------------------------ |
| 2003                                                                                   | The Cheetah Girls - Lançamento: 5 de agosto de 2003 - Gravadora: Walt Disney Records - Formatos: CD    | 1                 | 92                | -                 | 24                | -                 | -                 | -                 | -                 | -                 | -                 | -                 | -                 | Vendas nos Estados Unidos da America: 2 milhões - EUA: 2× Platina - Mundo: 3 milhões |
| 2004                                                                                   | That's So Raven - Lançamento: 18 de maio de 2004 - Gravadora: Walt Disney Records - Formatos: CD       | 44                | 98                | -                 | 19                | -                 | -                 | -                 | -                 | -                 | -                 | -                 | -                 | Vendas nos Estados Unidos da America: 500 000 - EUA: Ouro - Mundo: 1,5 milhão        |
| 2006                                                                                   | That's So Raven Too! - Lançamento: 7 de março de 2006 - Gravadora: Walt Disney Records - Formatos: CD  | 44                | -                 | -                 | -                 | -                 | -                 | -                 | -                 | -                 | -                 | -                 | -                 | Vendas nos Estados Unidos da America: 250 000 - Mundo: 1 milhão                      |
| 2006                                                                                   | The Cheetah Girls 2 - Lançamento: 15 de agosto de 2006 - Gravadora: Walt Disney Records - Formatos: CD | 5                 | -                 | -                 | 11                | -                 | -                 | -                 | -                 | -                 | -                 | -                 | -                 | Vendas nos Estados Unidos da America: 1,5 milhão - EUA: Platina - Mundo: 2,5 milhões |
| "—" denota álbuns que não entraram nas paradas musicais ou não foram lançados no país. | |                   |                   |                   |                   |                   |                   |                   |                   |                   |                   |                   |                   |                                                                                      |

## Singles
| Ano  | Título                                 | Chart        | Chart      | Chart    | Chart                | Chart        | Álbum                |
| Ano  | Título                                 | U.S. Hot 100 | U.S. Dance | U.S. R&B | U.S. Rhythmic Top 40 | Radio Disney | Álbum                |
| ---- | -------------------------------------- | ------------ | ---------- | -------- | -------------------- | ------------ | -------------------- |
| 1993 | "That's What Little Girls Are Made Of" | 68           | 43         | 47       | 39                   | -            | Here's to New Dreams |
| 1993 | "Raven Is the Flavor"                  | -            | -          | -        | -                    | -            | Here's to New Dreams |
| 1999 | "With a Child's Heart"                 | -            | -          | -        | -                    | -            | Undeniable           |
| 2004 | "Grazing in the Grass"                 | -            | -          | -        | -                    | 1            | This Is My Time      |
| 2004 | "Backflip"                             | 61           | 85         | 15       | 40                   | 1            | This Is My Time      |
| 2005 | "Bump"                                 | 39           | 34         | 19       | 35                   | 30           | This Is My Time      |
| 2006 | "Gravity"                              | -            | -          | -        | -                    | -            | For One Night        |
| 2006 | "Some Call It Magic"                   | -            | -          | -        | -                    | 18           | That's So Raven Too/ |
| 2008 | "Double Dutch Bus"                     | 88           | 5          | 35       | 32                   | 8            | Raven-Symoné         |
| 2009 | "Anti-Love Song"                       | -            | -          | -        | -                    | -            | Raven-Symoné         |
| 2013 | "Runaway"                              | -            | -          | -        | -                    | -            |                      |

### Trilhas Sonoras
| Ano  | Música                                                                    | Filme/Série                                        |
| ---- | ------------------------------------------------------------------------- | -------------------------------------------------- |
| 1995 | "I Can Get Away with Anything"                                            | Happily Ever After: Fairy Tales for Every Child    |
| 2002 | "That's So Raven" (com Orlando Brown e Anneliese van der Pol)             | That's So Raven                                    |
| 2002 | "My Christmas Dream"                                                      | School's Out! Christmas                            |
| 2003 | "Circle of Life" (com o Disney Channel Circle of Stars)                   | The Lion King (2-disc special edition DVD)         |
| 2003 | "Superstition"                                                            | Mansão Mal Assombrada                              |
| 2004 | "Grazing in the Grass"                                                    | The Lion King                                      |
| 2004 | "True to Your Heart"                                                      | Ella Enchanted/Disneymania 2                       |
| 2004 | "Supernatural"                                                            | That's So Raven                                    |
| 2004 | "Supernatural" (Darkchild Remix), produced by Rodney "Darkchild" Jerkins  | That's So Raven                                    |
| 2004 | "Shine"                                                                   | That's So Raven                                    |
| 2004 | "This Is My Time"                                                         | The Princess Diaries 2: Royal Engagement           |
| 2004 | "Your Crowning Glory" (com Julie Andrews)                                 | The Princess Diaries 2: Royal Engagement           |
| 2004 | "My Christmas Wish"                                                       | Radio Disney Jingle Jams / School's Out! Christmas |
| 2004 | "Under the Sea"                                                           | The Little Mermaid                                 |
| 2005 | "A Dream Is a Wish Your Heart Makes" (com Disney Channel Circle of Stars) | Cinderella (2-disc special edition DVD)            |
| 2005 | "Bump"                                                                    | Ice Princess                                       |
| 2005 | "Life Is Beautiful"                                                       | Go Figure                                          |
| 2006 | "Some Call It Magic"                                                      | That's So Raven                                    |
| 2006 | "Jump In"                                                                 | That's So Raven                                    |
| 2006 | "Gravity"                                                                 | For One Night                                      |
| 2006 | "Keep Your Eye on the Ball"                                               | Everyone's Hero                                    |
| 2006 | "Some Call It Magic"                                                      | That's So Raven                                    |
| 2006 | "Jump In"                                                                 | That's So Raven                                    |
| 2008 | "Double Dutch Bus"                                                        | College Road Trip                                  |
| 2009 | "Some Call It Magic"                                                      | Wizards of Waverly Place                           |

### Vídeo Clipes
| Ano  | Vídeo Clipes                           |
| ---- | -------------------------------------- |
| 1993 | That's What Little Girls Are Made Of   |
| 1999 | With A Child's Heart (Uptempo Version) |
| 1999 | With A Child's Heart (Uptempo Remix)   |
| 1999 | With A Child's Heart (Ballad Version)  |
| 2003 | That's So Raven (Tema)                 |
| 2003 | Circle Of Life                         |
| 2003 | Togheter We Can                        |
| 2003 | Cinderella                             |
| 2003 | Girl Power                             |
| 2003 | Cheetah Sisters                        |
| 2003 | Togheter We Can                        |
| 2003 | Grazing in the Grass                   |
| 2003 | Supernatural                           |
| 2004 | Supernatural (Versão 2)                |
| 2004 | True To Your Heart                     |
| 2004 | Superstition                           |
| 2004 | Backflip                               |
| 2004 | This Is My Time (Para um Filme)        |
| 2004 | Under The Sea                          |
| 2005 | A Dream Is A Wish Your Heart Makes     |
| 2005 | The Party's Just Begun                 |
| 2006 | Strut                                  |
| 2006 | It's Over                              |
| 2006 | Step Up                                |
| 2006 | Amigas Cheetahs                        |
| 2006 | Amigas Cheetahs                        |
| 2006 | Cherish The Moment                     |
| 2006 | Some Call It Magic                     |
| 2008 | Double Dutch Bus                       |
| 2013 | Runaway                                |
| 2019 | What Christmas Means To Me             |
| 2020 | Spacetruk                              |
| 2020 | Bu                                     |

## Outras músicas
| Ano  | Música                               |
| ---- | ------------------------------------ |
| 2010 | Eviction Letter (feat. Glace Conway) |